# Krążowniki lekkie typu Edinburgh

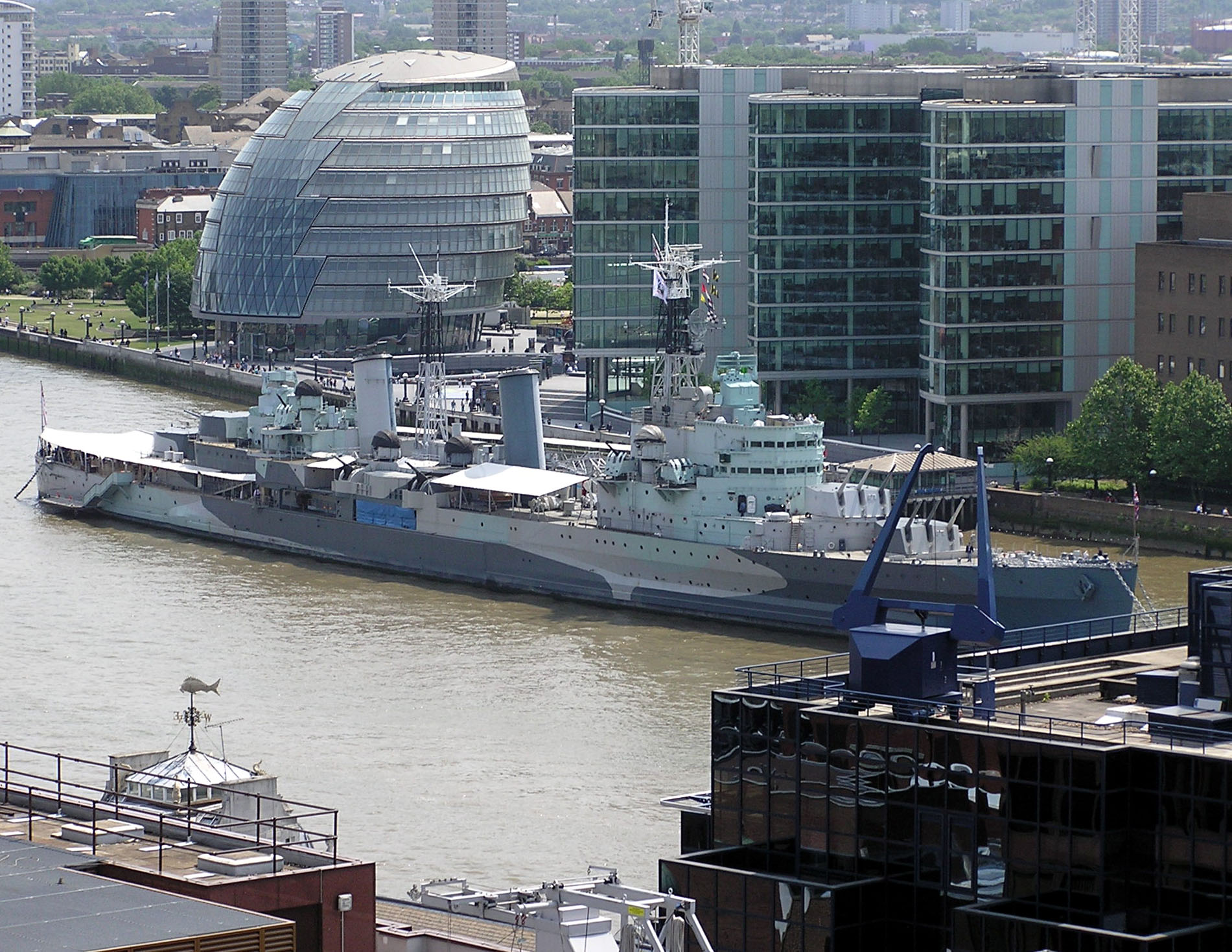
HMS „Belfast” obecnie

Krążowniki lekkie typu Edinburgh – typ brytyjskich okrętów klasy krążowników lekkich, z okresu II wojny światowej, składający się z dwóch okrętów: HMS „Edinburgh” i „Belfast”. Określane są także jako trzecia seria typu Town („miasta”), lecz z uwagi na znaczne różnice w stosunku do dwóch pierwszych serii (typu Southampton), stanowiły w istocie odrębny typ. HMS „Belfast” jest obecnie zachowany jako okręt muzeum w Londynie, „Edinburgh” został zatopiony podczas wojny.

## Historia powstania
Krążowniki typu Edinburgh stanowiły dalsze powiększone rozwinięcie krążowników typu Southampton (Town), zwłaszcza ich drugiej serii (podtypu Gloucester). Typ Town powstał w celu przeciwstawienia się silnym japońskim krążownikom lekkim typu Mogami, uzbrojonym w 15 dział 155 mm (przebudowanym ostatecznie na krążowniki ciężkie). Planowano początkowo w nowym typie Edinburgh wzmocnić uzbrojenie w stosunku do typu Southampton, do 16 dział 152 mm, przez zastosowanie czterech czterodziałowych wież dział kalibru 152 mm w miejsce trzydziałowych. Napotkano jednak na problemy ze skonstruowaniem udanych wież czterodziałowych i ostatecznie Brytyjczycy zdecydowali uzbroić nowy typ w 12 dział tego kalibru, w wieżach trzydziałowych, tak jak u poprzedników. Zwiększoną wyporność wykorzystano na wzmocnienie uzbrojenia przeciwlotniczego (12 zamiast 8 dział 102 m i 16 zamiast 8 dział 40 mm) oraz opancerzenia (większa powierzchnia pasa burtowego o tej samej grubości oraz grubość pokładu pancernego). Przy długości zwiększonej tylko o 7 m, architektura nowych krążowników została całkowicie przeprojektowana, przede wszystkim pojawiła się duża przerwa między nadbudówką dziobową a pierwszym kominem, tworząc wyjątkowo nieproporcjonalne okręty. Mimo to okręty typu Edinburgh były największymi i najsilniej uzbrojonymi brytyjskimi krążownikami lekkimi.

## Okręty
| Nazwa                       | położenie stępki, stocznia               | wodowanie                   | wejście do służby           | los                           |
| 1. seria Town (Southampton) | 1. seria Town (Southampton)              | 1. seria Town (Southampton) | 1. seria Town (Southampton) | 1. seria Town (Southampton)   |
| --------------------------- | ---------------------------------------- | --------------------------- | --------------------------- | ----------------------------- |
| Edinburgh                   | 29. 12. 1936, Swan Hunter, Wallsend      | 31. 03. 1938                | 3. 08. 1939                 | zatopiony 2. 05. 1942         |
| Belfast                     | 10. 12. 1936, Harland and Wolff, Belfast | 17. 03. 1938                | 5. 08. 1939                 | wycofany w 1963, okręt muzeum |

## Opis konstrukcji

### Kadłub i nadbudówki
Krążowniki typu Edinburgh (3. serii Town), stanowiąc rozwinięcie pierwszych dwóch serii Town (typu Southampton), różniły się od nich i od późniejszych brytyjskich krążowników lekkich architekturą i sylwetką. Dziobowa część kadłuba do nadbudówki dziobowej była podobna, jak w typie Southampton, lecz dalej okręty zdecydowanie się różniły.
Kadłub miał podwyższony pokład dziobowy przed i częściowo za nadbudówką dziobową, na ponad 1/3 długości. Na pokładzie dziobowym znajdowała się pierwsza wieża artylerii, druga tuż za nią na piętrze nadbudówki. Nadbudówka dziobowa była masywna, obejmująca hangary dla wodnosamolotów w tylnej części, aczkolwiek była nieco mniej rozbudowana do tyłu i na burty, niż w poprzednich typach, z uwagi na brak komina. Za pomostem bojowym znajdował się trójnożny maszt. Za bryłą nadbudówki była spora przerwa w nadbudówkach, w której zamontowana była poprzecznie katapulta dla wodnosamolotów (na wysokości pokładu dziobowego). Dopiero dalej na śródokręciu, w rejonie środka długości okrętu, znajdował się pierwszy pochylony komin, a za nim drugi, wyraźnie przesunięty bliżej rufy. Przed drugim kominem był drugi trójnożny maszt. Trzecia i czwarta wieża stały schodkowo na dwóch piętrach rozbudowanej i dość wysokiej trzypiętrowej nadbudówki rufowej (nadbudówka rufowa była wyższa o jedno piętro, niż w poprzednich typach i w konsekwencji wieże dział znajdowały się o poziom wyżej). Przez przesunięcie kominów do tyłu i masywne obie nadbudówki, sylwetka okrętów była wyjątkowo nieproporcjonalna i sprawiająca ciężkie wrażenie. Siłownia krążowników była zbudowana w układzie naprzemiennym, zwiększającym odporność na uszkodzenia bojowe. W 1940-42 na „Belfast” w trakcie remontu dobudowano „bąble” przeciwtorpedowe, zwiększające szerokość do 20,2 m i wyporność pełną do 14 900 t.

### Uzbrojenie

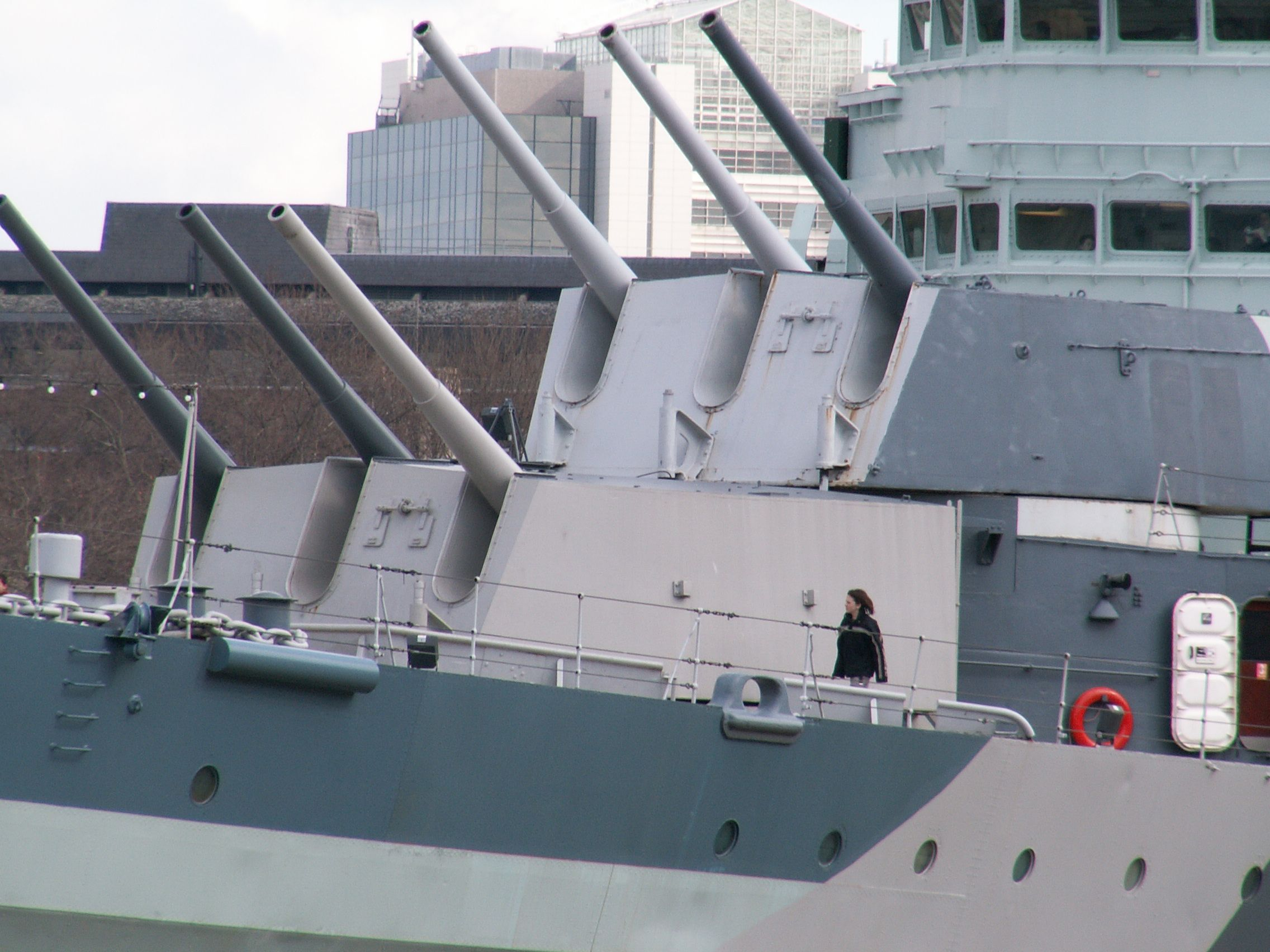
Dziobowe wieże dział HMS „Belfast”

Uzbrojenie główne stanowiło 12 dział kalibru 152 mm w nowych wieżach trzydziałowych (ich nietypową cechą, podobnie jak w poprzednich typach, było to, że środkowe działo było cofnięte o 76 cm). Wieże stanowiły rozwinięcie poprzedniego typu, lecz różniły się głównie ulepszonym sposobem dosyłania amunicji. Masa wieży wynosiła 185 t. Uzbrojenie pomocnicze stanowiło aż 12 dział uniwersalnych 102 mm Mk XVI, szeroko rozpowszechnionych na brytyjskich okrętach, w podwójnych stanowiskach osłoniętych maskami. Umieszczone były na śródokręciu, w okolicy kominów, po trzy stanowiska na burtę (była to najsilniejsza bateria dział 102 mm na brytyjskich krążownikach, zarówno lekkich i ciężkich). Lekkie uzbrojenie przeciwlotnicze początkowo obejmowało dwa stanowiska sprzężonych po 8 armat 40 mm („pom-pomów”), na burtach między kominami. Mimo dużej liczby luf, były one jednak umiarkowanie skuteczne. Uzupełniały je dwa poczwórne wkm-y 12,7 mm. Okręty miały też dwie potrójne wyrzutnie torped na pokładzie na burtach.
W toku wojny lekkie uzbrojenie przeciwlotnicze było zwiększane – w 1941 na „Edinburgh” zamontowano 6 pojedynczych działek Oerlikon 20 mm. Na „Belfaście” w 1942 roku zamieniono nieskuteczne wkm-y na 14 działek Oerlikon 20 mm, a ich liczba do 1944 roku wzrosła do 22. W latach 1944–1945 zamiast zdjętych dwóch podstaw 4 dział 102 mm i katapulty dodano na nim bardziej potrzebne 4 poczwórne i 4 pojedyncze stanowiska armat 40 mm „pom-pom”, zmniejszając przy tym liczbę działek 20 mm do 14. W sierpniu 1945 dodano jeszcze 5 pojedynczych armat Bofors 40 mm, zdejmując 2 Oerlikony. Po wojnie uzbrojenie podlegało dalszym modyfikacjom.

### Opancerzenie
Opancerzenie burt stanowił pas pancerny grubości 114 mm, w rejonie linii wodnej, na większości długości kadłuba. Na śródokręciu sięgał w górę, do pokładu górnego. Pancerz burt uzupełniało miejscowe opancerzenie komór amunicyjnych, w formie skrzyń o grubości pancerza do 114 mm. Ogólnie, opancerzenie to zapewniało dobry stopień ochrony dla istotnych przedziałów. Opancerzenie poziome stanowił pokład pancerny 51 mm. Podobnie jak w 2. serii Town, wieże i barbety artylerii miały pancerz do 102 mm z przodu i 51 mm po bokach.

## Służba w skrócie
Oba krążowniki weszły do służby tuż przed wybuchem II wojny światowej i początkowo były przydzielone do 18. Eskadry Krążowników Floty Metropolii (18th Cruiser Squadron Home Fleet), bazując w Scapa Flow. W pierwszym okresie wojny głównie brały udział w patrolach na północno-zachodnich podejściach do Wysp Brytyjskich oraz Morzu Północnym, przeciw niemieckim rajderom i żegludze. W dniu 9 października 1939 HMS „Belfast” zdobył niemiecki statek pasażerski „Cap Norte” o pojemności 13 615 BRT. Już jednak 21 listopada 1939 „Belfast” został poważnie uszkodzony na niemieckiej minie magnetycznej pod Rosyth, remont trwał do 1942. Okręty odtąd już nie miały okazji służyć razem.
W ciągu następnych dwóch lat „Edinburgh” głównie patrolował i osłaniał konwoje oraz operacje minowe na Atlantyku. Od marca do września 1940 był remontowany. Brał udział w przechwyceniu niemieckiego statku rozpoznania pogodowego „München” w marcu 1941, a następnie w operacji przeciw pancernikowi „Bismarck” w maju 1941, lecz bez kontaktu z pancernikiem. 28 maja przechwycił niemiecki łamacz blokady „Lech”. W lipcu i wrześniu 1941 „Edinburgh” uczestniczył w eskorcie konwojów operacji Substance i Halberd, z wojskim i sprzętem z Wielkiej Brytanii.
Od grudnia 1941 „Edinburgh” osłaniał konwoje arktyczne do ZSRR i z powrotem. 30 kwietnia 1941, gdy płynął z Murmańska do Wielkiej Brytanii, wioząc ładunek radzieckiego złota, został uszkodzony na Morzu Barentsa dwoma torpedami niemieckiego okrętu podwodnego U-456. Podjęto próbę holowania krążownika z powrotem do Murmańska, lecz było ono bardzo wolne i utrudnione. 2 maja krążownik został zaatakowany przez niemieckie niszczyciele i w walce artyleryjskiej ciężko uszkodził niszczyciel „Hermann Schoemann”, samozatopiony następnie przez załogę. Niszczyciel Z24 zdołał jednak trafić „Edinburgh” torpedą w lewą burtę. Krążownika nie dało się już uratować i został opuszczony przez załogę i dobity torpedą brytyjskiego niszczyciela, zginęło 57 osób z 847 załogi.